# Charles-Henri Bronchard
Charles-Henri Bronchard (Mâcon, 15 novembre 1982) è un cestista francese.